# ويليام كارفاليو
ويليام كارفاليو (بالبرتغالية: William Carvalho‏) لاعب كرة قدم برتغالي في مركز الوسط المدافع ولد في يوم 7 أبريل 1992 في مدينة لواندا في أنغولا وهو يلعب حالياً مع نادي سبورتينغ لشبونة وسبق له اللعب سيركل بروج ولعب مع نادي فاتيما ولعب مع منتخب البرتغال لكرة القدم.
وفي 6 فبراير 2024 مثل أمام محكمة في إشبيلية بتهمة الاعتداء الجنسي على امرأة.

## روابط خارجية
- ويليام كارفاليو على موقع الاتحاد الدولي (مؤرشف)  (الإنجليزية)
- ويليام كارفاليو على موقع الاتحاد الأوربي (الإنجليزية)
- ويليام كارفاليو على موقع قاعدة بيانات كرة القدم.إي يو (الإنجليزية)
- ويليام كارفاليو على موقع ناشيونال فوتبول تيمز (الإنجليزية)
- ويليام كارفاليو على موقع Soccerway.com (الإنجليزية)
- ويليام كارفاليو على موقع عالم كرة القدم.نت (الإنجليزية)
- ويليام كارفاليو على موقع AS.com (الإسبانية)